# Duftita
La duftita és un mineral de plom, coure, arsènic, oxigen i hidrogen, que pertany al grup de l'adelita-descloizita. Químicament és una hidroxisal, un hidroxiarseniat de fórmula química PbCu(AsO₄)(OH), de color verd oliva, duresa 4,5 i una densitat de 6,4 g/cm³, cristal·litza en el sistema ortoròmbic.

## Etimologia
El seu nom fou posat en honor de G. Duft, gerent de la mina de Tsumeb, Namíbia, on fou descoberta per primer cop. Fou descoberta el 1904 a la mina Santa Rosa de Bolívia.

## Classificació
Segons la classificació de Nickel-Strunz, la duftita pertany a «08.BH: Fosfats, etc. amb anions addicionals, sense H₂O, amb cations de mida mitjana i gran, (OH, etc.):RO₄ = 1:1» juntament amb els següents minerals: thadeuita, durangita, isokita, lacroixita, maxwellita, panasqueiraita, tilasita, drugmanita, bjarebyita, cirrolita, kulanita, penikisita, perloffita, johntomaita, bertossaita, palermoita, carminita, sewardita, adelita, arsendescloizita, austinita, cobaltaustinita, conicalcita, gabrielsonita, nickelaustinita, tangeita, gottlobita, hermannroseita, čechita, descloizita, mottramita, pirobelonita, bayldonita, vesignieita, paganoita, jagowerita, carlgieseckeita-(Nd), attakolita i leningradita.

## Localització
A Catalunya la duftita ha estat descrita a la mina Les Ferreres (Camprodon) i a la mina Linda Mariquita (El Molar).